# Hagaman
Hagaman és una població dels Estats Units a l'estat de Nova York. Segons el cens del 2000 tenia 1.357 habitants.

## Demografia
Segons el cens del 2000, Hagaman tenia 1.357 habitants, 557 habitatges, i 374 famílies. La densitat de població era de 340,2 habitants/km².
Dels 557 habitatges en un 26,4% hi vivien nens de menys de 18 anys, en un 54,4% hi vivien parelles casades, en un 9,7% dones solteres, i en un 32,7% no eren unitats familiars. En el 29,1% dels habitatges hi vivien persones soles el 15,1% de les quals corresponia a persones de 65 anys o més que vivien soles. El nombre mitjà de persones vivint en cada habitatge era de 2,41 i el nombre mitjà de persones que vivien en cada família era de 2,94.
Per edats la població es repartia de la següent manera: un 22% tenia menys de 18 anys, un 7,1% entre 18 i 24, un 25,6% entre 25 i 44, un 27,3% de 45 a 60 i un 17,9% 65 anys o més.
L'edat mediana era de 42 anys. Per cada 100 dones de 18 o més anys hi havia 93,1 homes.
La renda mediana per habitatge era de 41.875 $ i la renda mediana per família de 52.500 $. Els homes tenien una renda mediana de 32.463 $ mentre que les dones 25.319 $. La renda per capita de la població era de 19.527 $. Entorn del 3,8% de les famílies i el 6,7% de la població estaven per davall del llindar de pobresa.